# Morbid Angel
Morbid Angel is een Amerikaanse deathmetalband die als een van de weinigen in het genre ook commercieel doorgebroken is. Ze hebben meer dan een miljoen platen verkocht. Dit komt mede door het feit dat ze eveneens als een van de eerste deathmetalbands bij een groot label hebben getekend, namelijk Giant Records. De band wordt gezien als medegrondlegger van het deathmetalgenre.
De band wordt in 1984 in de Amerikaanse staat Florida opgericht. De band brengt vervolgens eerst enkele demo's en een split-album uit. In 1989 verschijnt het eerste volwaardige album Altars of Madness via Earache Records. Dit debuut leidt meteen tot de doorbraak. Twee jaar later komt Blessed Are The Sick uit. Tweede gitarist Richard Brunelle wordt uit de band gezet wegens vermeend drugsgebruik en vanwege het feit dat hij moeite had met het spelen van het materiaal.
In 1991 verschijnt Abominations of Desolation. Dit album is opgenomen in 1986, maar de band besloot indertijd om het nog niet te laten verschijnen.
Covenant verschijnt in het jaar 1993, voorafgegaan door de single Rapture. De Sloveense groep Laibach brengt in 1994 een ep uit met daarop enkele remixes.
Een jaar daarna wordt Domination uitgebracht, weer een jaar later gevolgd door het livealbum Entangled In Chaos. Vervolgens verstrijken twee jaren voordat Formulas Fatal to the Flesh het licht ziet.
In 1999 verschijnt een schijf van Morbid Angel met daarop veertig nummers, die samen achttien minuten beslaan. De nummers zijn de solo's van Trey Azagthoth zonder andere instrumenten. Ook alle alternatieve versies staan erop. Gateways To Annihilation volgt in 2000.
In 2003 verschijnt Heretic. Deze plaat flopt en er worden er amper 20.000 van verkocht. In 2011 komt Illud Divinium Insanus uit, onder het nieuwe label Season of Mist. Op dit album worden met drumtriggers op enkele nummers verwijzingen gemaakt naar dance-muziek, wat zeer wisselende reacties bij de fans en de pers tot gevolg heeft.
In 2015 laat Trey Azagthoth weten weer met Steve Tucker aan nieuwe nummers te werken. Op dat moment is zanger David Vincent nog niet op de hoogte gebracht. Kort daarop kondigt Tim Yeung wegens financiële redenen zijn vertrek aan. Ook Destructhor besluit kort daarop om zijn eigen muzikale weg te gaan volgen.
Op 27 September 2019 is bekend geworden dat voormalig Morbid Angel-gitarist Richard Brunelle op 23 September op 55-jarige leeftijd is overleden.

## Discografie
- Abominations Of Desolation (1986, release in 1991)
- Altars Of Madness (1989)
- Blessed Are The Sick (1991)
- Covenant (1993)
- Domination (1995)
- Entangled In Chaos (1996)
- Formulas Fatal to Flesh (1998)
- Gateways To Annihilation (2000)
- Heretic (2003)
- Illud Divinum Insanus (2011)
- Juvenilia (2015)
- Kingdoms Disdained (2017)

In chronologische volgorde zijn de beginletters van de albums alfabetisch gesorteerd. (Abominations of Desolation werd gemaakt in 1986 en is de eerste studiodemo. Deze demo wordt niet als het eerste album gezien.)
| Album met eventuele hitnotering(en) in de Nederlandse Album Top 100 | Datum van verschijnen | Datum van binnenkomst | Hoogste positie | Aantal weken | Opmerkingen |
| ------------------------------------------------------------------- | --------------------- | --------------------- | --------------- | ------------ | ----------- |
| Domination                                                          | 1995                  | 01-07-1995            | 93              | 3            |             |
| Formulas Fatal To The Flesh                                         | 1998                  | 21-03-1998            | 93              | 1            |             |